# Laura Betti

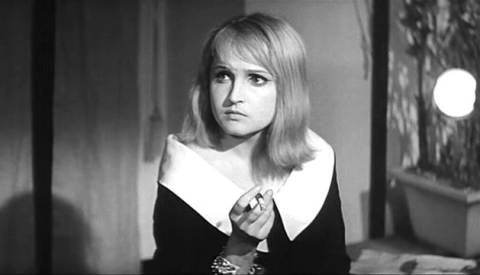
Laura Betti in Das süße Leben (1960)

Laura Betti (eigentlich Laura Trombetti; * 1. Mai 1927 in Bologna, Italien; † 31. Juli 2004 in Rom) war eine italienische Schauspielerin.

## Leben
Ihr Großvater war der Sprachforscher Alfredo Trombetti. Ihr Vater war Ettore Trombetti (* 1895)  ein Advokat in der Partito d’Azione. Betti verbrachte ihre Kindheit zu Zeiten des Mussolini-Regimes in ihrer Geburtsstadt Bologna; nach Ende des Krieges verkürzte sie ihren Familiennamen zu „Betti“ und wurde in Rom als Besucherin angesagter Cafés und Künstlertreffpunkte bekannt. Als „Laura Sarno“ begann sie eine eigene Karriere als Jazzsängerin in den Kabaretts der Hauptstadt, wobei sie sich als Interpretin „verruchter“ Lieder einen Namen machte. 1953 gab sie ihr Debüt als Theaterschauspielerin, als sie in Pierre Corneilles Le Cid neben Enrico Maria Salerno und Carlo Ninchi auftrat. Im Folgejahr wandte sich Betti dann der Revue zu und spielte und sang neben Walter Chiari. Immer auf der Suche nach passenden Ausdrucksformen arbeitete sie dann wieder für die Bühne unter Luchino Visconti und Luigi Squarzina, drehte ihren ersten Film 1956, übernahm Aufgaben beim Radio und trat in Fernsehspielen auf. Weiterhin sang sie antikonformistische Lieder, die meist speziell für sie von Künstlern wie Pier Paolo Pasolini, Alberto Moravia, Mario Soldati und Ercole Patti geschrieben wurden.
Unter Federico Fellini gelang ihr 1960 in Das süße Leben der Durchbruch. Pier Paolo Pasolini, mit dem sie bis zu seinem Tod 1975 eine enge Freundschaft verband, gab ihr 1962 erstmals eine Rolle in einem seiner Filme: Betti spielte die Diva in Der Weichkäse. Nach weiteren Nebenrollen spielte sie 1968 in Pasolinis Teorema – Geometrie der Liebe eine Hauptrolle als Dienstmagd, die zur Heiligen wird. Ihre Darstellung brachte ihr bei den Filmfestspielen von Venedig 1970 den Coppa Volpi für die beste Schauspielerin ein. 1976 spielte sie die Faschistin Regina in Bernardo Bertoluccis Film 1900. Nach Pasolinis Tod verwaltete sie seinen Nachlass als Direktorin der Stiftung Fondo Pier Paolo Pasolini.
Bettis reichhaltige Filmografie umfasst fast ausschließlich künstlerisch anspruchsvolle und oftmals bedeutende Filme. Ihre Bühnenkarriere verfolgte sie zwar weiterhin, jedoch deutlich weniger intensiv als die für die Leinwand. Sehr gelegentlich arbeitete sie für das Fernsehen und als Synchronsprecherin.
Betti widmete sich seit den 1960er Jahren auch viel der Literatur und der Politik und zählte zahlreiche Persönlichkeiten zu ihren Gesprächspartnern. 1979 legte sie mit dem Roman Teta veleta eine Abrechnung mit der italienischen Intelligenzia vor.

## Filmografie (Auswahl)
- 1960: Das süße Leben (La dolce vita)
- 1960: Es war Nacht in Rom (Era notte a Roma)
- 1960: Rote Lippen – schlanke Beine (Labbre rosse)
- 1962: Der Weichkäse (La ricotta)
- 1963: Mondo di notte – Welt ohne Scham (Mondo di notte n.3)
- 1966: Hexen von Heute (Le streghe)
- 1968: Teorema – Geometrie der Liebe (Teorema)
- 1970: Der Einsame aus dem Westen (Sledge)
- 1971: Im Blutrausch des Satans (Reazione a catena)
- 1972: Im Namen des Vaters (Nel nome del padre)
- 1972: Knallt das Monstrum auf die Titelseite! (Sbatti il mostro in prima pagina)
- 1972: Pasolinis tolldreiste Geschichten (I racconti di Canterbury)
- 1972: Die rote Sonne der Rache (La banda J.S.: cronaca criminale del Far West)
- 1974: Allonsanfan (Allonsanfàn)
- 1974: Die Frau mit den roten Stiefeln (La Femme aux bottes rouges)
- 1975: Die Affäre Murri (Fatti di gente perbene)
- 1976: Die große Orgie (Vizi privati, pubbliche virtù)
- 1976: 1900 (Novecento)
- 1976: Die Gang (Le Gang)
- 1978: Mord in Barcelona (Un Papillon sur l’épaule)
- 1979: La Luna (La luna)
- 1979: Reise mit Anita (Viaggio con Anita)
- 1980: Der kleine Archimedes (IL piccolo Archimede) (Fernsehfilm)
- 1982: Die Kartause von Parma (La certosa Di Parma)
- 1982: Flucht nach Varennes (La Nuit de Varennes)
- 1982: Loin de Manhattan
- 1983: Strada Pia
- 1983: Ars amandi – Die Kunst der Liebe (L’Art d’aimer)
- 1983: Klassenverhältnisse
- 1985: Der Himmel war schuld (Tutta colpa del paradiso)
- 1987: Jenatsch
- 1994: Der Fall Sindona (Un eroe borghese)
- 1996: Die heimatlosen drei Könige (I magi randagi) (Fernsehfilm)
- 1999: The Protagonists
- 2001: Meine Schwester (À ma soeur!)

### Regie
- 2001: Pier Paolo Pasolini und der Grund für einen Traum (Pier Paolo Pasolini e la ragione di un sogno)